# تی تی (فیلم)
تی تی فیلمی ایرانی محصول ۱۳۹۹ به کارگردانی و تهیه‌کنندگی آیدا پناهنده و نویسندگی مشترک ارسلان امیری و پناهنده است. الناز شاکردوست، پارسا پیروزفر،  هوتن شکیبا،  هیلدا کردبچه  و مهرانه به نهاد بازیگران این فیلم هستند. این فیلم در سی و نهمین دوره جشنواره فیلم فجر حضور داشت اما به دلیل اینکه نمایش اول آن در سی‌وسومین جشنوارهٔ بین‌المللی فیلم توکیو ۲۰۲۰ بود، از داوری در دو بخش بهترین فیلم و بهترین کارگردانی محروم شد.

## خلاصهٔ داستان
ابراهیم، استاد فیزیک دانشگاه که روی تئوری پایان دنیا کار می‌کند، در بیمارستان با خانم نظافتچی عجیبی به نام تی تی آشنا می‌شود که به روش رحم اجاره‌ای، فرزند زوج ناباروری را باردار است. آشنایی این دو آغاز ماجرایی بزرگی است که زندگی هردوشان را تغییر می‌دهد...

## بازیگران
| بازیگر         | نقش           |
| -------------- | ------------- |
| الناز شاکردوست | تی تی         |
| پارسا پیروزفر  | ابراهیم ساجدی |
| هوتن شکیبا     | امیرساسان     |
| رضا عموزاد     | قاسم          |
| سودابه جعفرزاد | گیلدا         |
| مهدی فریضه     | مسعود         |
| امیرحامد       | جیرودی        |
| زینب شعبانی    | خانم جیرودی   |
| هیلدا کردبچه   | رها           |
| منوچهر امیری   | اوستا حسن     |
| مهیار دانشمند  | نوازندهٔ کولی  |
| مهران نیک روش  | نوازندهٔ کولی  |
| مهرانه به نهاد | پزشک          |
| پیمان رحیمی    | نوازندهٔ کولی  |
| ماهان خوش طبع  | نوازندهٔ کولی  |
| شاهین اطهری    | نوازندهٔ کولی  |
| سیما فغانی     | نوازندهٔ کولی  |

## بازخورد
تی تی در جدول رده‌بندی منتقدان مجلهٔ فیلم که هر سال بعد از پایان جشنوارهٔ فیلم فجر برگزار می‌شود در دو بخش بهترین فیلم و بهترین فیلمنامه برگزیده شد. مجلهٔ فیلمنامه‌نویسیِ فیلم نگار در شمارهٔ ۲۱۸ خود این فیلم را به عنوان محبوب‌ترین فیلمنامهٔ سی و نهمین جشنوارهٔ فجر به انتخاب منتقدان این مجله معرفی کرد.

### جوایز و نامزدی‌ها
| سال  | جشنواره                                                     | بخش                           | نامزد                       | نتیجه    | جایزه                               |
| ---- | ----------------------------------------------------------- | ----------------------------- | --------------------------- | -------- | ----------------------------------- |
| ۱۳۹۹ | سی و نهمین دوره جشنواره فیلم فجر                            | بهترین فیلمنامه               | آیدا پناهنده و ارسلان امیری | نامزدشده | سیمرغ بلورین                        |
| ۱۳۹۹ | سی و نهمین دوره جشنواره فیلم فجر                            | بهترین فیلم‌برداری             | فرشاد محمدی                 | نامزدشده | سیمرغ بلورین                        |
| ۱۳۹۹ | سی و نهمین دوره جشنواره فیلم فجر                            | بهترین موسیقی متن             | علیرضا افکاری               | نامزدشده | سیمرغ بلورین                        |
| ۱۴۰۰ | فستیوال بین‌المللی تصاویر نو پارسی- فرانسه                   | بهترین فیلم از نگاه تماشاگران | آیدا پناهنده                | برنده    | تندیس بهترین فیلم از نگاه تماشاگران |
| ۱۴۰۰ | بیست و ششمین فستیوال بین‌المللی سینمای مؤلف رباط- مراکش ۲۰۲۲ | بهترین بازیگر زن              | الناز شاکردوست              | برنده    | لوح تقدیر                           |
| ۱۴۰۰ | بیست و ششمین فستیوال بین‌المللی سینمای مؤلف رباط- مراکش ۲۰۲۲ | تقدیر ویژه هیئت داوران        | آیدا پناهنده                | برنده    | لوح تقدیر                           |
| ۱۴۰۱ | چهاردهمین جشن بزرگ منتقدان و نویسندگان سینمایی ایران        | بهترین فیلم                   | آیدا پناهنده                | نامزدشده | تندیس بهترین فیلم                   |
| ۱۴۰۱ | چهاردهمین جشن بزرگ منتقدان و نویسندگان سینمایی ایران        | بهترین کارگردانی              | آیدا پناهنده                | نامزدشده | تندیس بهترین فیلم                   |
| ۱۴۰۱ | چهاردهمین جشن بزرگ منتقدان و نویسندگان سینمایی ایران        | بهترین موسیقی متن             | علیرضا افکاری               | نامزدشده | تندیس بهترین موسیقی متن             |
| ۱۴۰۱ | چهاردهمین جشن بزرگ منتقدان و نویسندگان سینمایی ایران        | بهترین بازیگر نقش اول زن      | الناز شاکردوست              | برنده    | تندیس بهترین بازیگر نقش اول زن      |